# 崔春明
崔春明，南开大学化学学院教授，中国教育部长江学者特聘教授，主要从事金属有机化学及元素有机化学的研究。

## 生平
崔春明本科毕业于西北大学化学系，主修分析化学。1993年获南开大学化学系有机化学硕士学位。1997年赴哥廷根大学化学系攻读博士学位，并于2001年获得博士学位。随后的博士后研究先后在加州大学伯克利分校和加州大学戴维斯分校的化学系进行，主要研究金属有机化学。2004年起，崔春明在南开大学化学学院担任教授。